# Кэпп Хорнер, Алекс
Алекс Кэпп Хорнер (англ. Alex Kapp Horner, род. 5 декабря 1969) — американская телевизионная актриса, наиболее известная благодаря своей роли в ситкоме «Новые приключения старой Кристин», где она снималась с 2006 по 2010 год.

## Жизнь и карьера
Кэпп Хорнер родилась и выросла в Нью-Йорке и окончила Колледж Дартмута со степенью бакалавра истории в 1991 году. Прежде чем начать карьеру актрисы она стала известна как подруга Роберта Чемберса, жестоко убившего в 1986 году 18-летнюю девушку в центральном парке. С тех пор она появилась в двух десятках телевизионных шоу, в том числе в ситкомах «Сайнфелд», «Друзья», «Спин-Сити», «Уилл и Грейс» и «Счастливый конец», а также драмах «Нас пятеро», «Военно-юридическая служба», «Скорая помощь» и «До смерти красива». В начале 2013 года она получила главную женскую роль в пилоте для канала Fox Surviving Jack, однако была уволена после его заказа в мае 2013 года.

## Фильмография
| Год       |    | Русское название                 | Оригинальное название               | Роль            |
| --------- | -- | -------------------------------- | ----------------------------------- | --------------- |
| 1994      | тф | Двойная жизнь Сары Винсент       | Deconstructing Sarah                | регистратор     |
| 1995      | в  | Профессиональная афера           | Professional Affair                 | Джанин          |
| 1995      | тф | Материнская молитва              | A Mother's Prayer                   | Марта           |
| 1996      | с  | Нас пятеро                       | Party of Five                       | Морин           |
| 1997      | с  | Затерянные на Земле              | Lost on Earth                       | девушка в баре  |
| 1997      | с  | Военно-юридическая служба        | JAG                                 | оператор радара |
| 1998      | с  | Сайнфелд                         | Seinfeld                            | Маура           |
| 1998—1999 | с  | Мэгги Уинтерс                    | Maggie Winters                      | Лиза Харт       |
| 1999      | с  | Друзья                           | Friends                             | Стефани         |
| 1999      | с  |                                  | It's Like, You Know...              | Венди           |
| 2001      | с  | Скорая помощь                    | ER                                  | Бренда          |
| 2001      | с  | Спин-Сити                        | Spin City                           | Карен           |
| 2001      | с  | Уилл и Грейс                     | Will & Grace                        | Элис Робинсон   |
| 2002      | с  | Клиника Сан-Франциско            | Presidio Med                        | доктор          |
| 2003      | с  | Действуй, крошка                 | Rock Me Baby                        | Лорейн          |
| 2003      | тф | Эти парни                        | These Guys                          | Мариса          |
| 2005      | ф  |                                  | Lucky 13                            | девушка         |
| 2006—2010 | с  | Новые приключения старой Кристин | The New Adventures of Old Christine | Линдси          |
| 2009      | ф  | Синоптик                         | Weather Girl                        | Эмили           |
| 2011      | с  | Счастливый конец                 | Happy Endings                       | Келли           |
| 2012      | с  | До смерти красива                | Drop Dead Diva                      | Меган Уолш      |
| 2014      | с  | Я этого не делал                 | I Didn't Do It                      | Нора Уотсон     |
| 2014      | с  | Два с половиной человека         | Two and a Half Men                  | Донна           |